# Enicognathus leptorhynchus
Enicognathus leptorhynchus е вид птица от семейство Папагалови (Psittacidae). Видът е незастрашен от изчезване.

## Разпространение
Разпространен е в Чили.